# Investors in People
Pour les articles homonymes, voir IIP.
Investors in People, ou IIP, est une certification qualité à destination des entreprises en matière de gestion des ressources humaines. Seul référentiel reconnu à l'international en matière de gestion des ressources humaines, ce label britannique a été créé en 1991 dans le but d'améliorer la compétitivité des entreprises par le développement des compétences du personnel.